# Brent McMahon
Brent McMahon (Kelowna, 17 de septiembre de 1980) es un deportista canadiense que compitió en triatlón.
Ganó una medalla de bronce en el Campeonato Mundial de Triatlón por Relevos Mixtos de 2009, una medalla de plata en el Campeonato Panamericano de Triatlón de 2012 y dos medallas en los Juegos Panamericanos, plata en 2007 y bronce en 2011. Además, obtuvo dos medallas de bronce en el Campeonato Mundial de Xterra Triatlón, en los años 2005 y 2008.

## Palmarés internacional
| Campeonato Mundial por Relevos Mixtos | Campeonato Mundial por Relevos Mixtos | Campeonato Mundial por Relevos Mixtos | Campeonato Mundial por Relevos Mixtos |
| Año                                   | Lugar                                 | Medalla                               | Prueba                                |
| ------------------------------------- | ------------------------------------- | ------------------------------------- | ------------------------------------- |
| 2009                                  | West Des Moines (Estados Unidos)      | Medalla de bronce                     | Relevo mixto                          |
| Juegos Panamericanos                  |                                       |                                       |                                       |
| Año                                   | Lugar                                 | Medalla                               | Prueba                                |
| 2007                                  | Río de Janeiro (Brasil)               | Medalla de plata                      | Individual                            |
| 2011                                  | Guadalajara (México)                  | Medalla de bronce                     | Individual                            |
| Campeonato Panamericano               |                                       |                                       |                                       |
| Año                                   | Lugar                                 | Medalla                               | Prueba                                |
| 2012                                  | La Paz (Argentina)                    | Medalla de plata                      | Individual                            |

| Campeonato Mundial | Campeonato Mundial    | Campeonato Mundial | Campeonato Mundial |
| Año                | Lugar                 | Medalla            | Prueba             |
| ------------------ | --------------------- | ------------------ | ------------------ |
| 2005               | Maui (Estados Unidos) | Medalla de bronce  | Individual         |
| 2008               | Maui (Estados Unidos) | Medalla de bronce  | Individual         |